# Boston Navy Yard

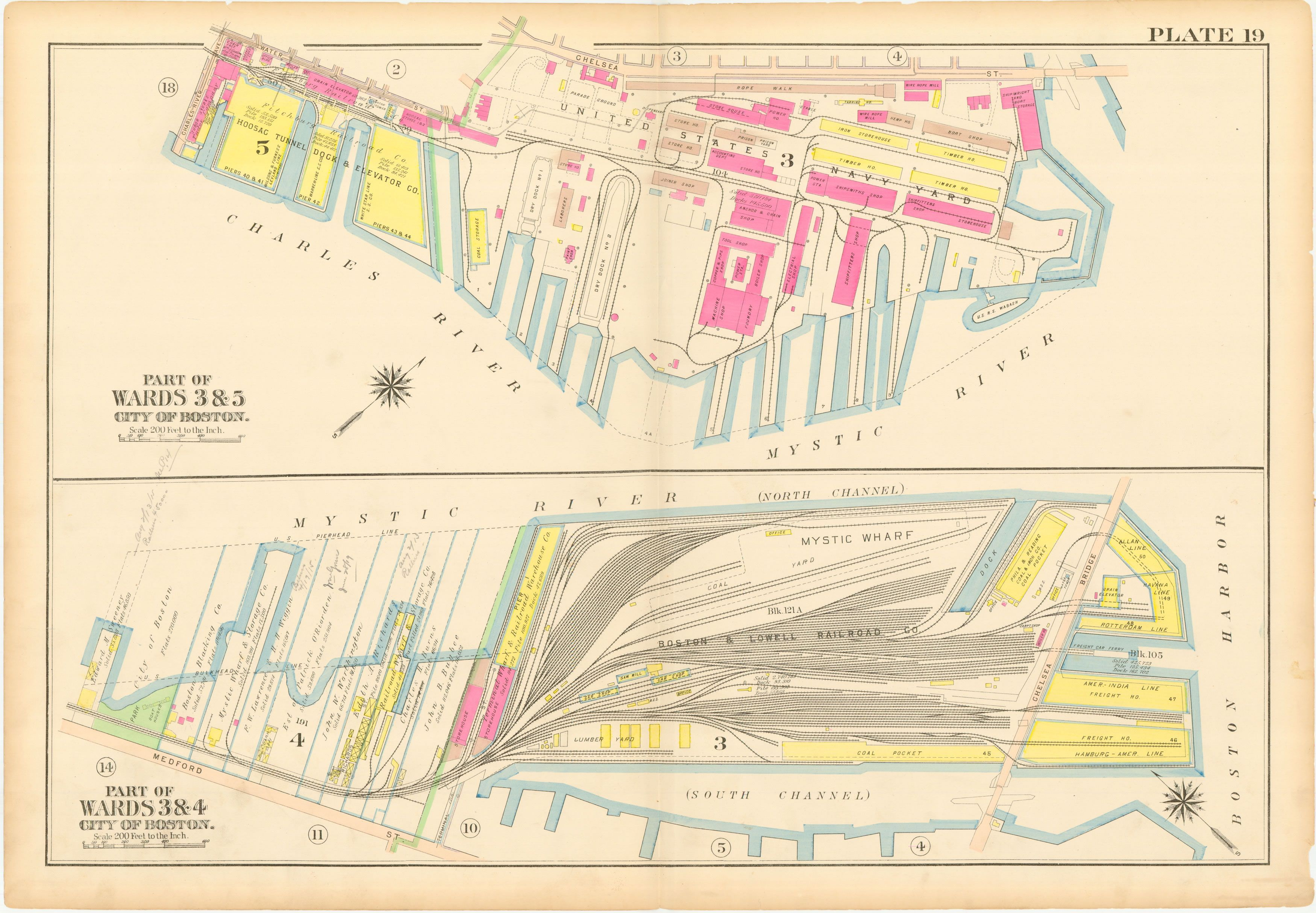
Схема верфи, 1912 год

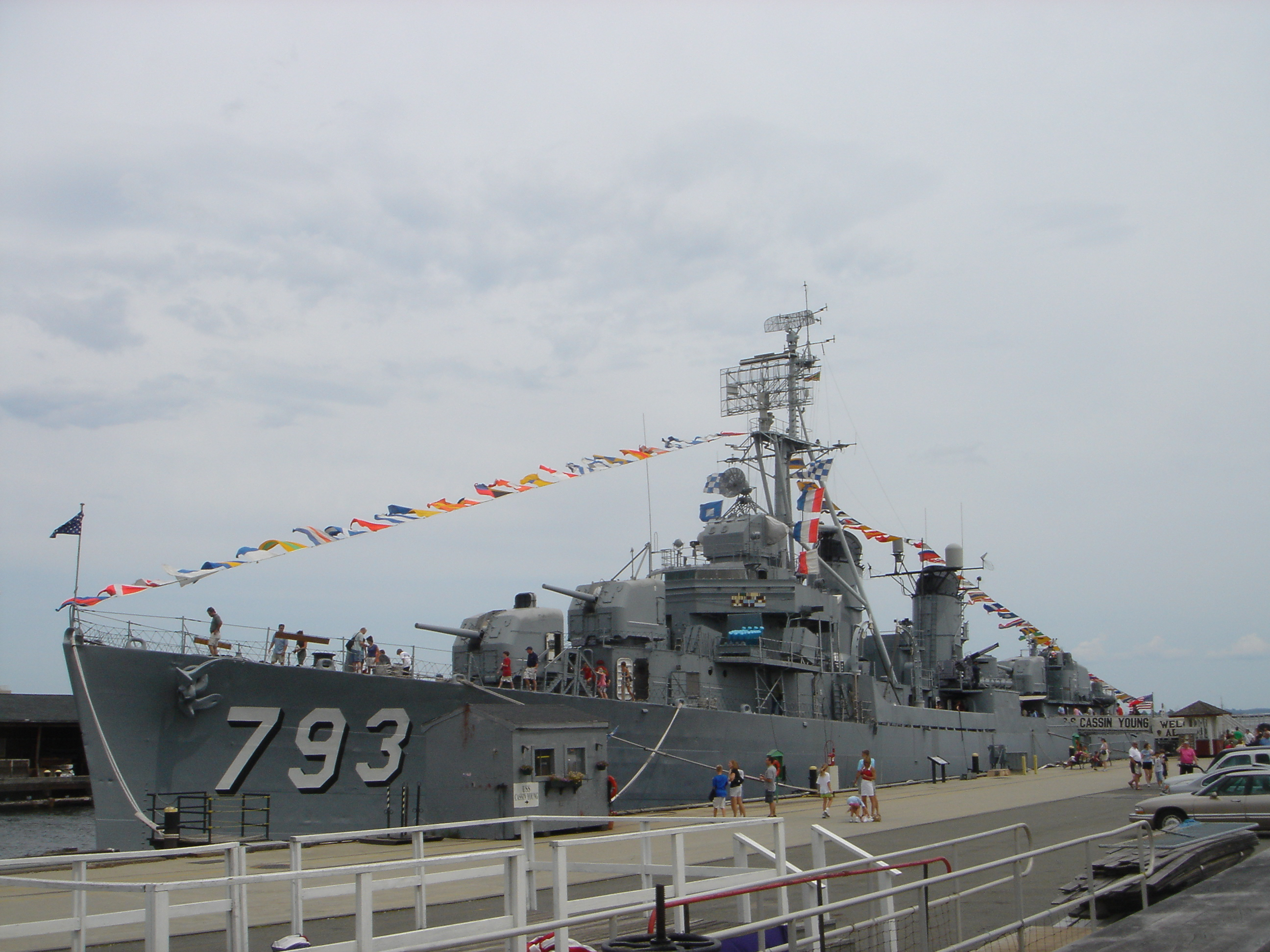
USS Cassin Young

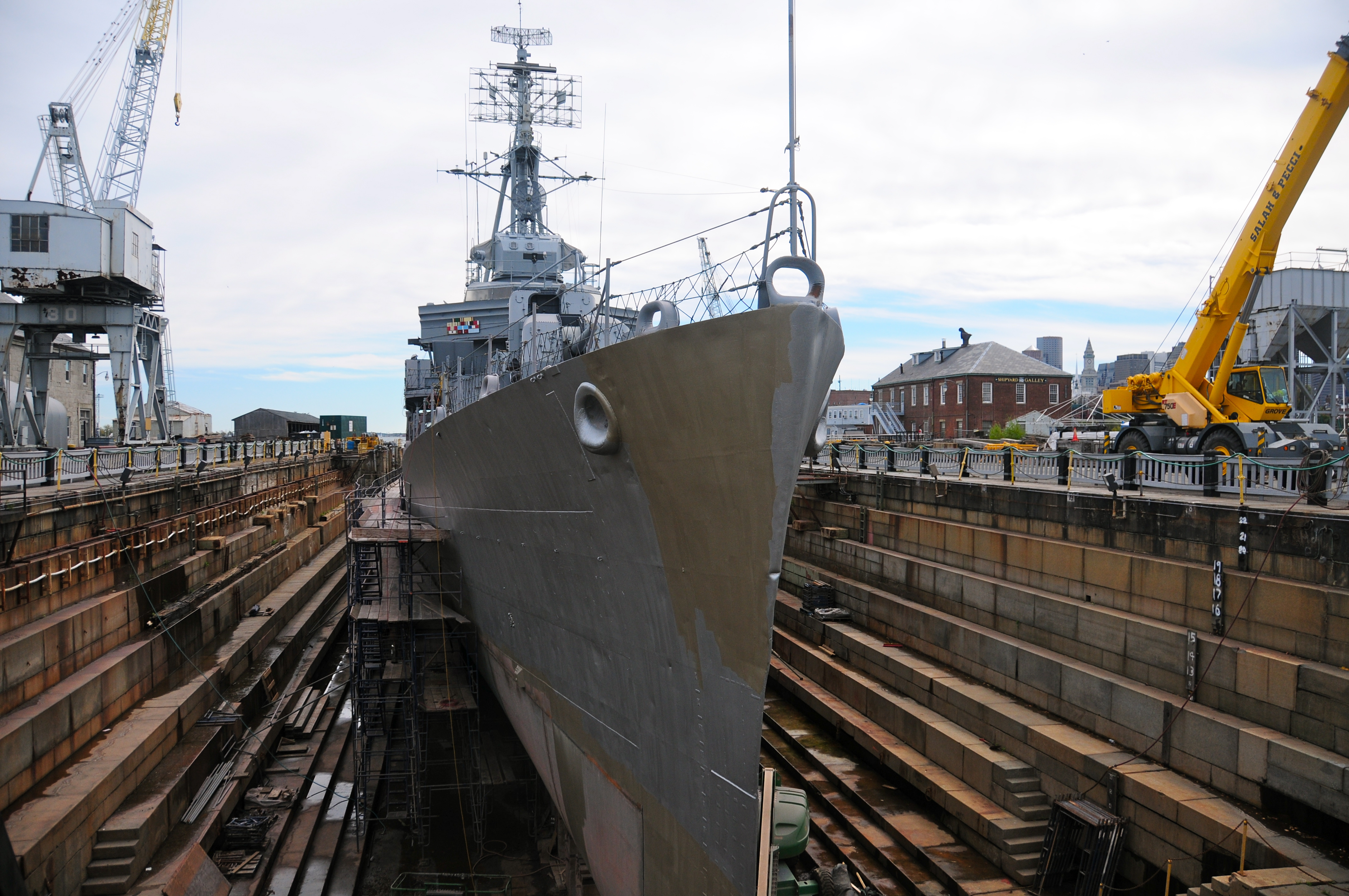
Корабль в сухом доке

Boston Navy Yard (Военно-морская верфь Бостона, исторические названия — Charlestown Navy Yard, Boston Naval Shipyard) — одно из старейших судостроительных предприятий ВМФ США. Основана в 1801 году, 1 июля 1974 года прекратила функционирование в качестве военно-морского объекта и является частью Исторического парка Бостона. На территории верфи находится корабль USS Constitution, а также корабль-музей DD-793 Cassin Young.

## История
Первые кораблестроительные мощности в районе Чарльстона были заложены во время войны за независимость. В 1800 году территория была приобретена правительством США, и в следующем году здесь была основана верфь. В 1814 году на верфи был построен первый американский линейный корабль USS Independence, однако основное её назначение состояло в судоремонте и складировании.
24 июня 1833 года на верфи был введён в эксплуатацию первый в Новой Англии сухой док, построенный выдающимся инженером Лоамми Болдуин. На церемонии открытия присутствовали вице-президент США Мартин Ван Бюрен, военный министр Льюис Кэсс, министр ВМФ Леви Вудбери и другие официальные лица. 14 марта 1975 года из дока вышел последний корабль.
В 1890-х годах на верфи было развёрнуто серийное строительство стальных кораблей для американского «нового флота». В первые годы XX столетия был введён в строй второй сухой док. Во время Второй мировой войны здесь ремонтировались повреждённые английские корабли.
В послевоенные годы на верфи проводилась модернизация кораблей по программе FRAM.
После войны во Вьетнаме верфь была закрыта. Разрабатывались проекты перепрофилирования верфи на строительство танкеров, однако эти проекты не были осуществлены, и верфь стала частью Исторического парка Бостона. Среди достопримечательностей парка — старейший находящийся в строю американский корабль «Конституция» и корабль-музей DD-793 Cassin Young, пришвартованные к пирсу № 1, а также музей корабля «Конституция». Сухой док № 1 до сих пор используется для судоремонта, в основном это реставрация исторических кораблей.